# クラーク・レイドロー
クラーク・レイドロー（Clark Laidlaw）は、スコットランドのラグビー指導者。現在7人制ニュージーランド代表のヘッドコーチを務めている。

## プロフィール
- スコットランド出身[1]。
- 7人制スコットランド代表に選ばれたことがある[2]。

## 略歴
現役時代はボーダー・レイダーズなどでプレーしていた。
現役引退後、2017年、7人制ニュージーランド代表のヘッドコーチに就任。
2021年、2020東京五輪ではニュージーランド銀メダル獲得に貢献。